# 사랑과 인생
<사랑과 인생>은 대한민국의 여성 싱어송라이터 장덕에 의해 작사 · 작곡된 곡이다. 장덕의 2번째 정규 음반 《사랑하지 않을래》의 B면 3번 트랙으로 발표되었다. 록 스타일의 곡으로 사랑 얘기는 접고 보다 중요한 인생에 대해서 논하자며 진지한 메시지를 전하고 있다. 